# Tuffi ai campionati mondiali di nuoto 2015 - Trampolino 3 metri sincro misti
La competizione di tuffi dal trampolino 3 metri sincro misti dei campionati mondiali di nuoto 2015 si è disputata il 2 agosto 2015 nella Aquatics Palace a Kazan'. Hanno preso parte al concorso 26 atleti provenienti da 13 differenti nazioni.

## Medaglie
| Posizione | Atlete | Nazionalità                         |
| --------- | ------ | ----------------------------------- |
| Oro       | Cina   | Wang Han Yang Hao                   |
| Argento   | Canada | Jennifer Abel François Imbeau-Dulac |
| Bronzo    | Italia | Tania Cagnotto Maicol Verzotto      |

## Risultati
La finale è stata disputata alle ore 15:00 locali.
| Class   | Nazione       | Atleti                              | Punti  |
| ------- | ------------- | ----------------------------------- | ------ |
| Oro     | Cina          | Wang Han Yang Hao                   | 339,90 |
| Argento | Canada        | Jennifer Abel François Imbeau-Dulac | 317,01 |
| Bronzo  | Italia        | Tania Cagnotto Maicol Verzotto      | 315,30 |
| 4       | Australia     | Grant Nel Maddison Keeney           | 310,02 |
| 5       | Messico       | Dolores Hernández Rommel Pacheco    | 308,40 |
| 6       | Russia        | Maria Polyakova Ilia Molchanov      | 306,27 |
| 7       | Malaysia      | Ng Yan Yee Muhammad Puteh           | 291,42 |
| 8       | Germania      | Timo Barthel Christina Wassen       | 287,94 |
| 9       | Stati Uniti   | Abigail Johnston Jordan Windle      | 287,70 |
| 10      | Svizzera      | Guillaume Dutoit Jessica Favre      | 284,34 |
| 11      | Nuova Zelanda | Elizabeth Cui Liam Stone            | 277,86 |
| 12      | Colombia      | Diana Pineda Sebastián Villa        | 266,22 |
| 13      | Brasile       | Ian Matos Juliana Veloso            | 249,60 |